# Lancia Beta
Pour les articles homonymes, voir Bêta (homonymie).
La Lancia Beta, transcrit sur la voiture par monogramme Lancia β, fut la première automobile Lancia créée sous l'égide du groupe Fiat, après la reprise de 1969.
La Beta se décline dans une gamme de six modèles de carrosseries différentes : deux berlines, deux coupés, un coupé-break et un spyder.
Elles furent équipées du robuste moteur essence Lampredi de 1300, 1600, 1800 et 2000 cm3.
Ces différents modèles connurent également une belle carrière en rallye, notamment la Berline, la Coupé et la Monte Carlo.

## Lancia Beta Berline

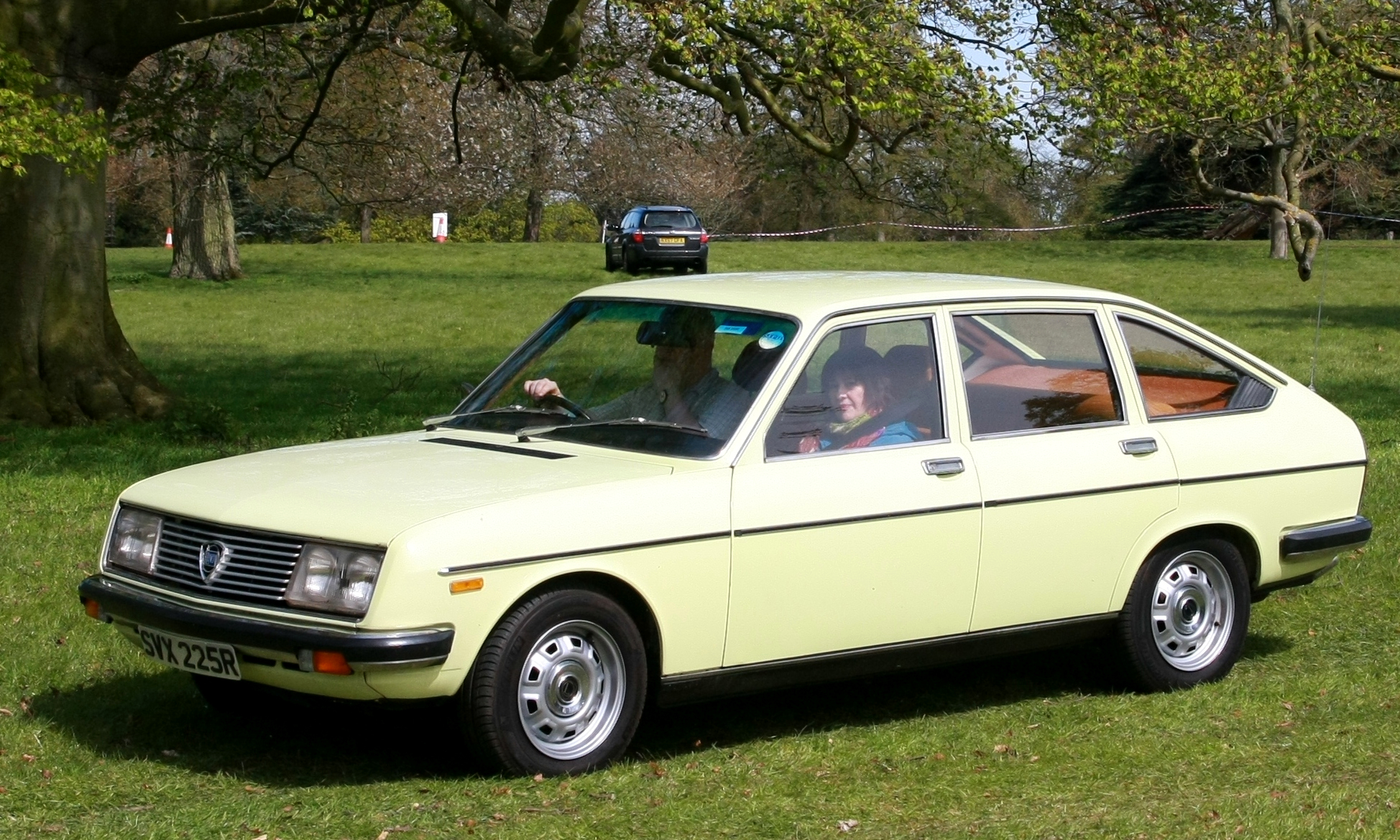
Lancia Beta berline 1re série.

La Beta berline est dévoilée au Salon de l'Automobile de Turin, en 1972. Elle reprend le nom de la Beta sortie en 1909. Cela constitue une sorte de retour aux sources pour Lancia, qui revient à l'utilisation des lettres de l'alphabet grec autrefois chère à Vincenzo Lancia, en évitant toutefois la lettre « Alpha », rappelant par trop évidemment d'Alfa Romeo.
Trois moteurs sont disponibles à sa sortie. Tous sont des moteurs Fiat dérivés du fameux double arbre à cames d'Aurelio Lampredi. Leurs cylindrées sont 1400 (1 438 cm3 de 90 ch et 11,8 mkg de couple), 1600 (1 608 cm3 de 100 ch et 13,1 mkg) et 1800 (1 756 cm3 de 110 ch et 14,7 mkg). Lancia a retravaillé ce moteur : pour son emplacement, transversal, et pour l'adapter à la Beta, qui est une traction. Les précédents moteurs Lampredi étaient en effet conçus pour les Fiat 124 Sport et Fiat 125, qui sont des propulsions. En outre, les ingénieurs de Lancia ont amélioré la puissance et le couple à bas régime, par rapport au bloc original.
Les premières Beta avaient ainsi le logo Fiat sur les deux caches culbuteurs.
Du point de vue de l'équipement, la Beta était relativement en avance, avec une boîte manuelle 5 vitesses pour tous les modèles (y compris le futur bas de gamme 1400), de 4 freins à disques à système Superduplex (double circuit) et répartiteur de freinage, et de suspensions entièrement indépendantes avant/arrière.
L'instrumentation est particulièrement complète (manomètre, température, tachymètre électronique…). Les versions haut de gamme (1600, 1800) avaient en outre des raffinements comme les appuis têtes réglables, 2 vitesses d'essuis glaces plus intermittence, les phares auto-ajustés en hauteur, un pare brise feuilleté teinté. La 1800 ES (modèle à haut équipement, Equipaggiamento Speciale) a quant à elle des jantes en alliage, un toit ouvrant et des vitres électriques… en 1974.
La sécurité n'était pas en reste, avec, outre une sécurité active digne d'une Lancia : tenue de route et freinage de premier ordre avec une direction précise, un moteur performant, mais également des éléments de sécurité passive intéressants et inconnus à l'époque : déformation contrôlée de la carrosserie en cas de choc et un habitacle renforcé.

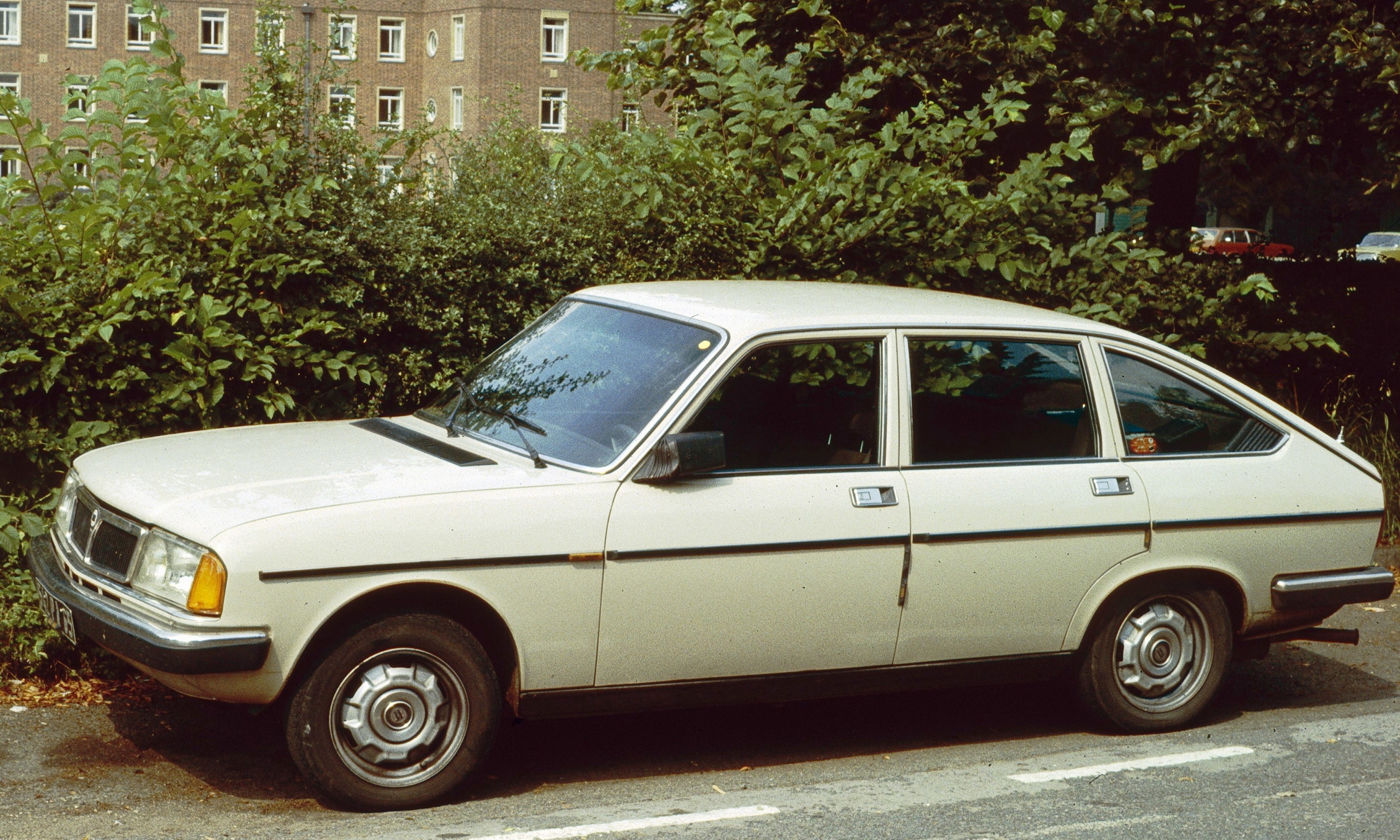
Lancia Beta berline 2e série

En 1975 c'est la deuxième série des Beta Berlina qui sort, avec une meilleure visibilité obtenue par l'augmentation de la surface vitrée. Les quatre phares ronds laissent place à des optiques rectangulaires.
Les motorisations sont revues, un 1300 (1 297 cm3 de 82 ch) remplace le 1400, un nouveau 1600 (1 592 cm3 de 100 ch) de même puissance, mais à des régimes différents et un meilleur couple, voit le jour. Un nouveau moteur de 2 litres (1 995 cm3) est intronisé, avec 118 ch et 17,8 mkg de couple.

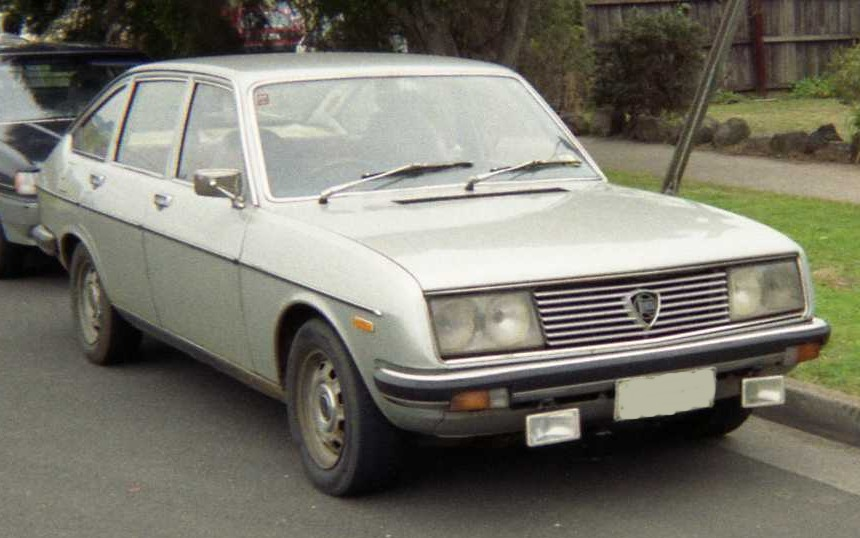
Lancia Beta Berline 3e série

La troisième série apparaît en 1979, avec une nouvelle calandre, un tableau de bord très innovant (dû au styliste Mario Bellini), une instrumentation encore plus complète, et un electronic check control, permettant de voir d'un coup d'œil les défauts du véhicule. La version 1300 est abandonnée.

## Lancia Beta Trevi

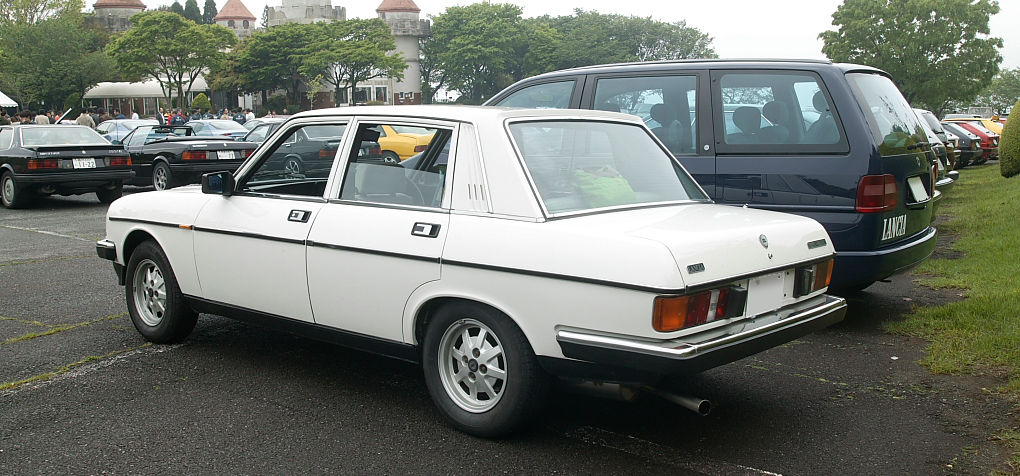
Lancia Trevi.

La Trevi (Tre Volumi, trois volumes) est introduite en 1980. Elle dispose des mêmes moteurs que les Beta séries 2 et 3, mais sa ligne perd de son élégance.
Une année plus tard, Lancia adopte l'injection électronique Bosch pour son 2000, Iniezione Elettronica, faisant passer la puissance à un coquet 122 ch à 6 400 tr/min.
En 1982, l'exceptionnel moteur Volumex est disponible sur la Trevi, sous le nom de Trevi VX. Ce compresseur, greffé sur un moteur 2000, développe 135 ch, et un couple élevé dès les très bas régimes. C'est un des premiers compresseurs (et non turbocompresseur) à être disponible sur une voiture de série depuis plusieurs dizaines d'années.

## Lancia Beta Coupé

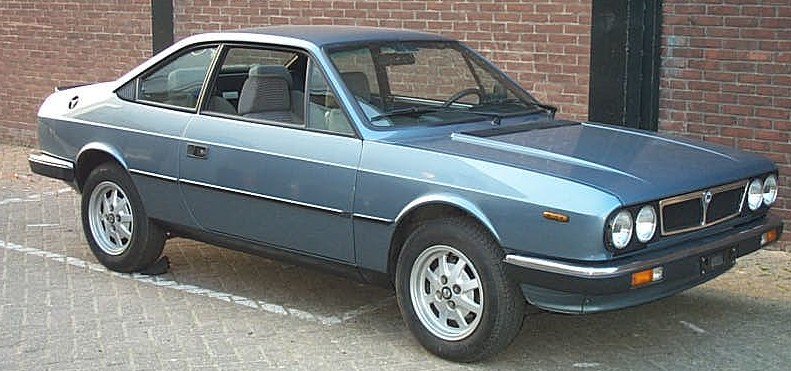
Lancia Beta Coupé.

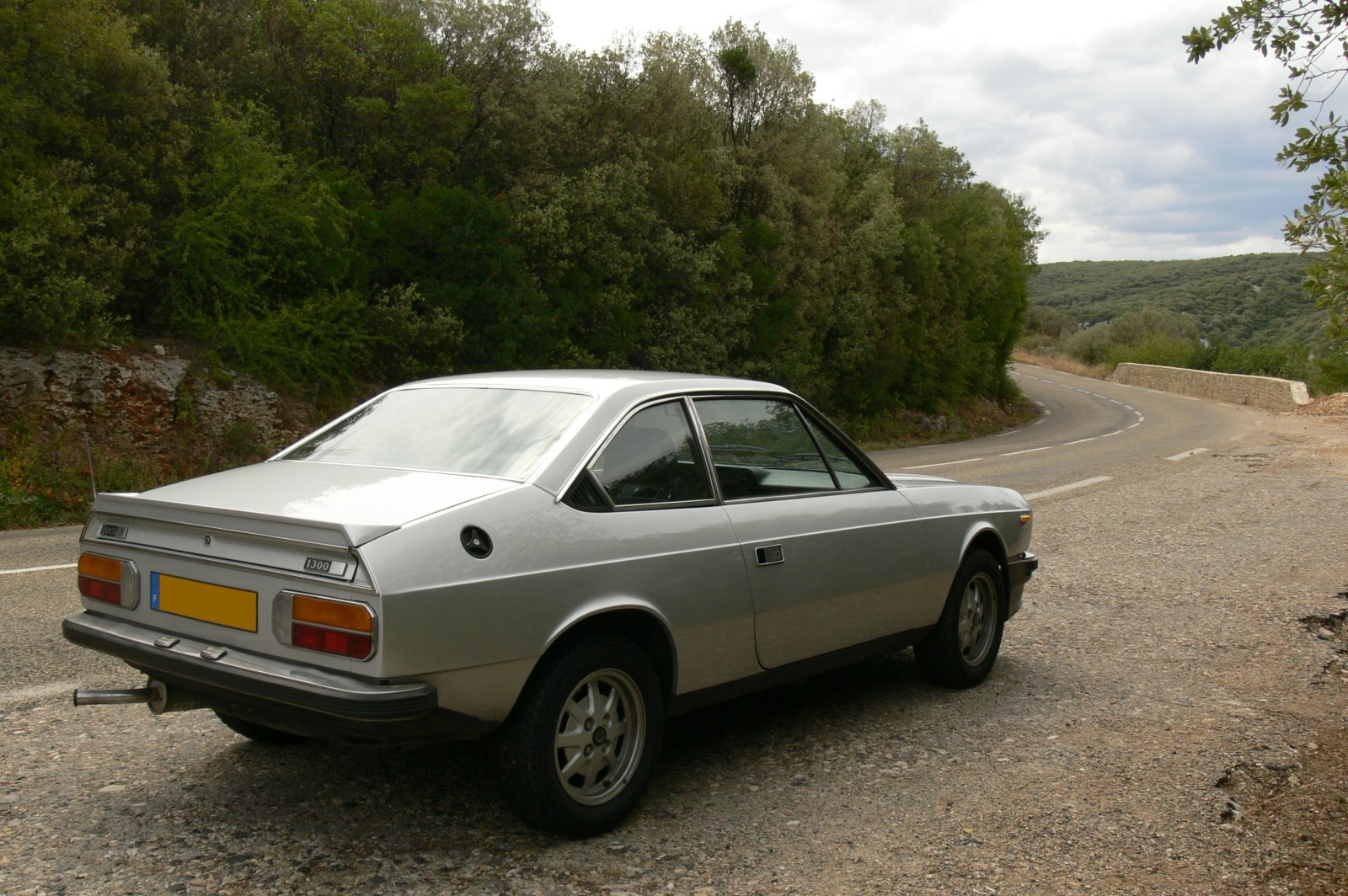
Lancia Beta Coupé.

La Beta Coupé a été initialement présentée au Salon automobile de Francfort, en 1973, un an à peu près après la Berline, dont la parenté n'est pas particulièrement évidente. C'est l'équipe responsable du dessin de la Fulvia Coupé qui s'est occupée du projet Beta Coupé.
Choc pétrolier oblige, il faut attendre mars 1974 pour voir la Coupé sur le marché. Les moteurs originels, un 1600 et un 1800 se payaient même le luxe d'être bien plus performants que ceux de la berline (108 ch et 13,8 mkg, et 120 ch et 15,3 mkg, ce qui, pour un 1800, est tout de même significatif pour l'époque).
La Coupé hérite des mêmes organes de freins, de suspensions et de boîte de vitesses que la Berline.
La Beta Coupé est un coupé 2+2, avec deux places avant fort confortables et spacieuses, un grand coffre pour la catégorie, et deux places arrière très contenues (le toit, qui descend très vite, empêche une personne de plus d'1,80 m de s'y tenir droit).
L'instrumentation du coupé était encore plus fournie que la Berline, avec un voltmètre, deux manomètres (eau/huile), et une jauge déportée de niveau d'huile.
En septembre 1975, la deuxième série, avec quelques modifications esthétiques et intérieures voit le jour. La Coupé reçoit alors les moteurs 1600 et 2000 de la berline…qui sont moins performants que les 1600 et 1800 précédents.
En 1976, c'est un petit coupé 1300 qui est mis sur le marché, mettant fin à la production de la Fulvia Coupé. Le 1300 est cependant moins bien équipé que ses grandes sœurs, mais possède un moteur qui développera 2 ch de plus que le 1300 de la berline, au restylage de 1981.
Un restylage intervient en 1978, et c'est en 1981 qu'apparaît le restylage final, avec une calandre nouvelle génération, très répandue depuis. Le 2000 IE de la Berline est disponible…mais le 2000 à carburateur reste sur le marché !
C'est en juin 1983 qu'arrive le Coupé Volumex, VX, avec un moteur 2000 à compresseur mécanique, se targuant de performances améliorées avec 135 ch et un couple élevé à tous régimes. On reconnaît la version Volumex du coupé, avec le logo VX sur la calandre, et une protubérance sur le capot avant, ainsi qu'un becquet et spoiler (noir).
C'est, comme pour la berline, en 1984, que la Coupé voit sa production s'arrêter.

## Lancia HPE et HPExecutive

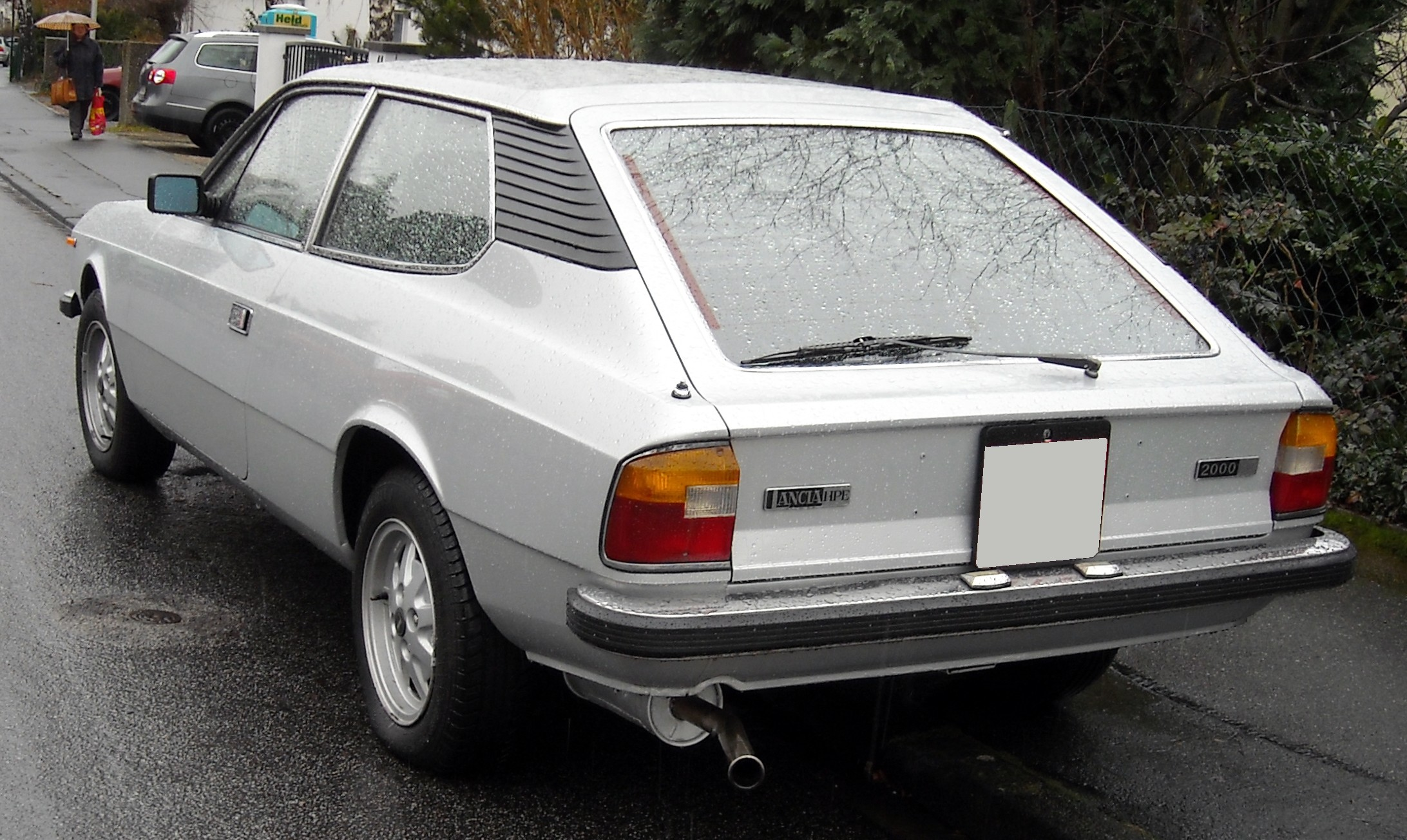
Lancia Beta HPE.

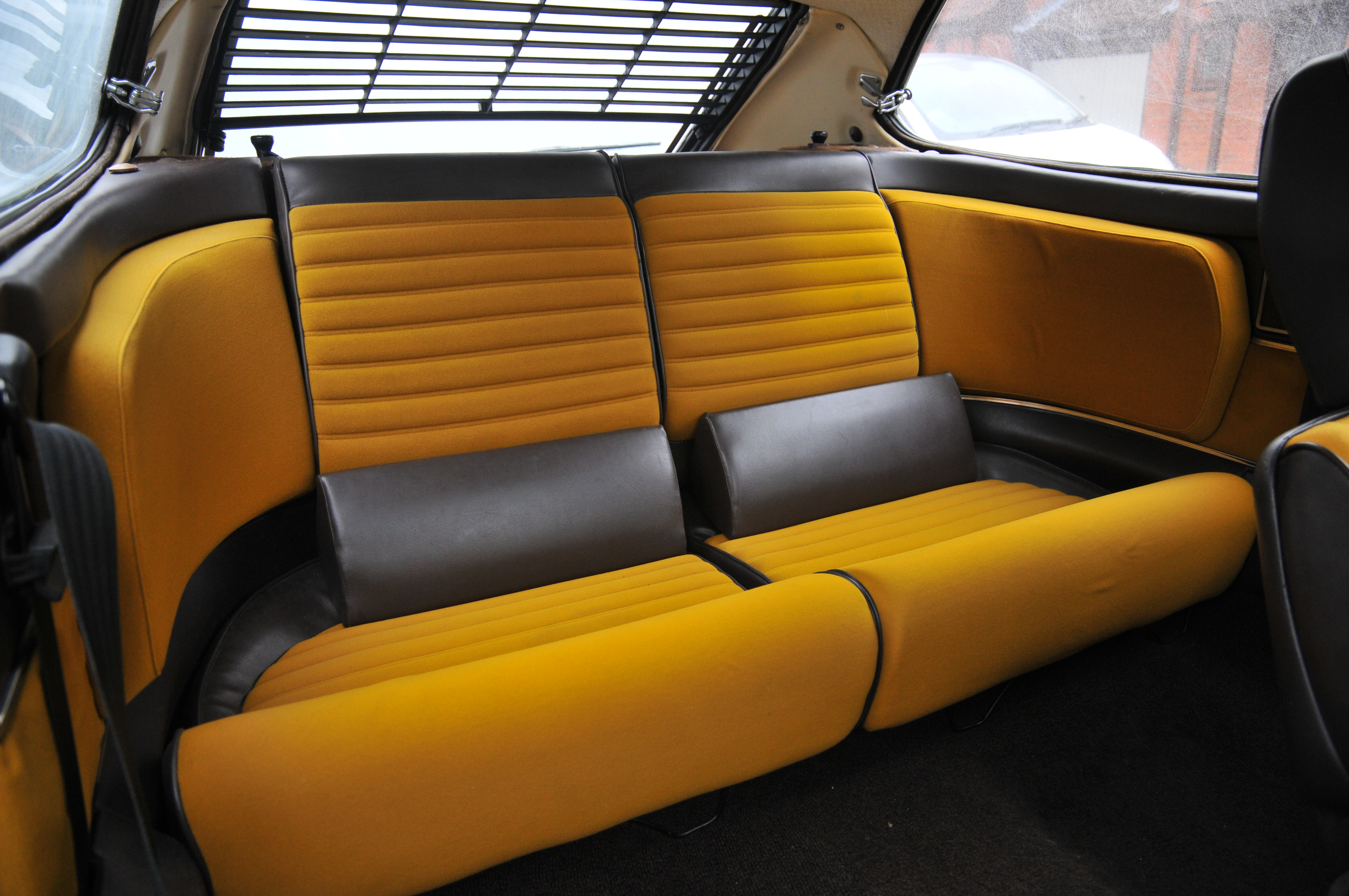
Sièges arrière d'une Lancia Beta HPE de 1978.

C'est en 1974 que la variante HPE - High Performance Estate - est présentée. Formule hatchback (ou break de chasse) trois portes avec hayon arrière, elle bénéficie de la plate-forme longue de la berline, offrant une bonne habitabilité aux places arrière, mais avec la zone avant de la carrosserie de la version Coupé.
Les 3ème et 4ème séries sont rebaptisées HPExecutive, avec comme principales modifications une face avant plus moderne et un parechoc enveloppant.
Due au crayon du maître carrossier Pininfarina, elle reçoit les moteurs de haut de gamme 1600 et 1800 puis 1600 et 2000.
Les dernières versions 2L recevront une injection (I.E.) et un compresseur Volumex (VX).
Cette version originale et élégante par sa carrosserie, sans véritable concurrence, obtint un beau succès commercial.

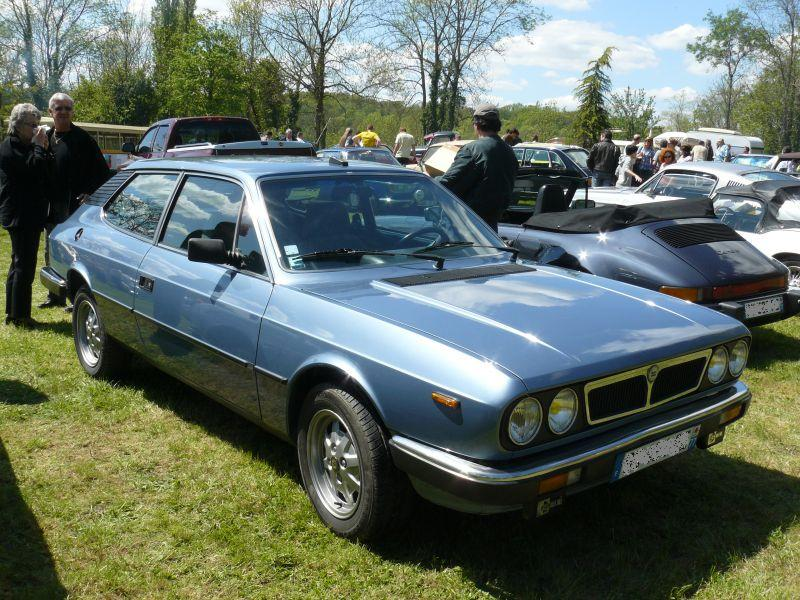
Lancia Beta HPExecutive 2000 I.E. de 1981.

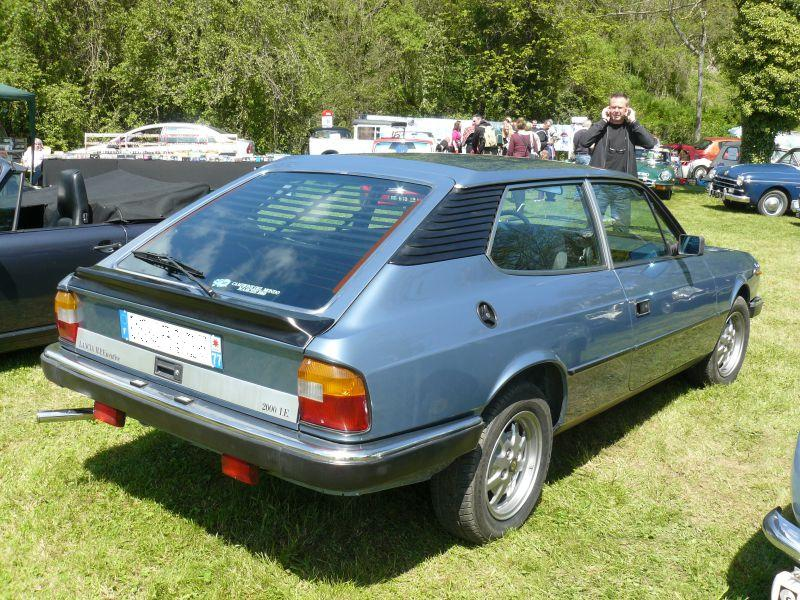
Lancia Beta HPExecutive 2000 I.E. de 1981.

## Lancia Beta Spider

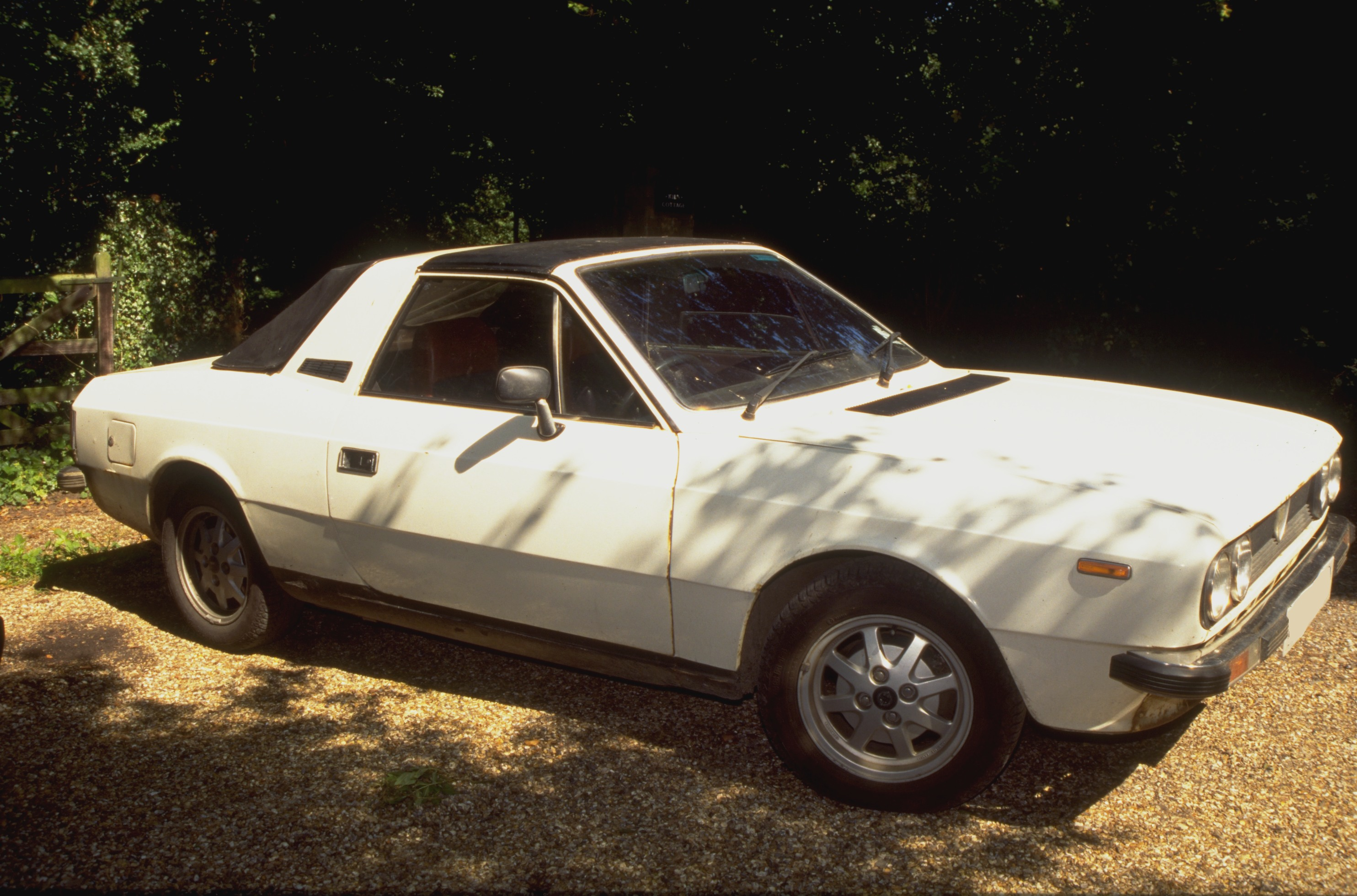
Lancia Beta Spider

Le Spider fut une version « découvrable » de la Beta Coupé.
Un toit amovible rigide type « Targa » prenait place au-dessus des places avant.
À l'arrière, c'est une lunette souple rabattable qui permettait d'accéder à l'air libre.
Subsistait alors l'imposant arceau central de sécurité (couleur carrosserie).
La malle arrière était plus longue et plus plate que sur le coupé et les feux arrière sont spécifiques à cette version.

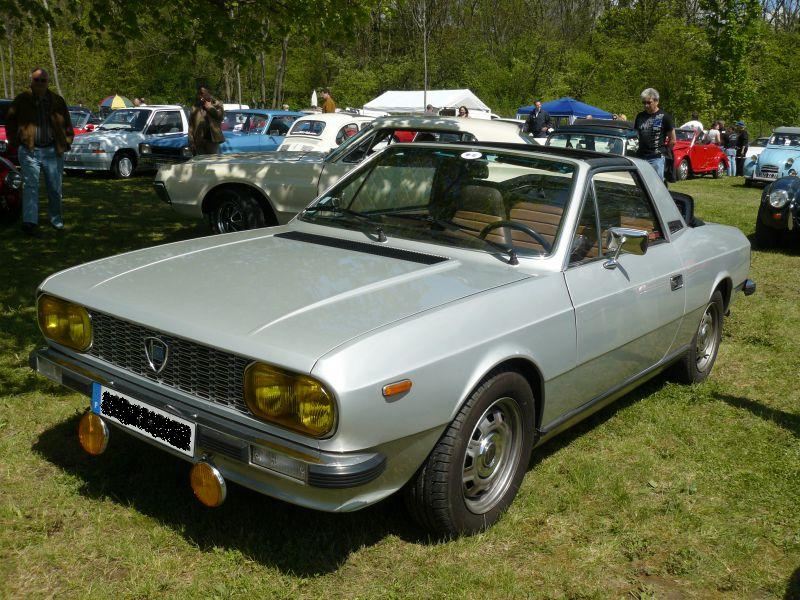
Lancia Beta Spider 1600 Série 1

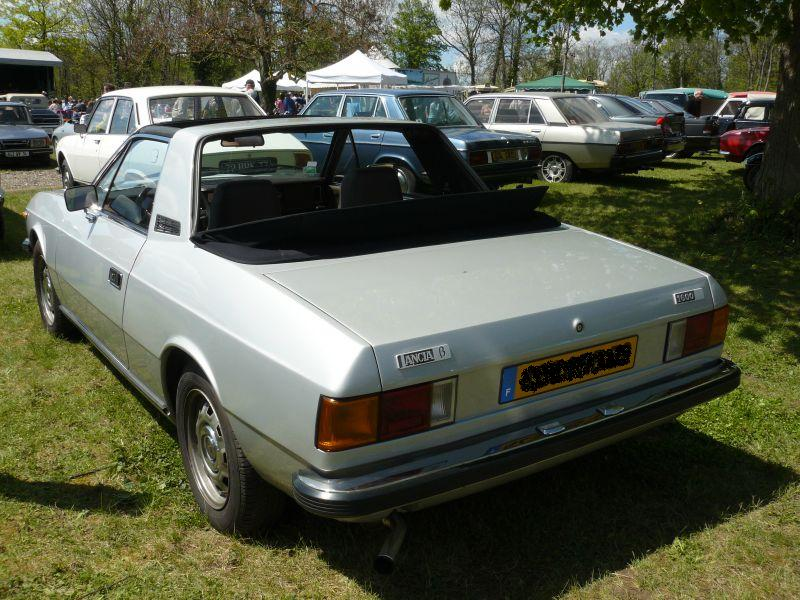
Lancia Beta Spider 1600 Série 1

## Lancia Beta Monte-Carlo (Scorpion aux États-Unis)

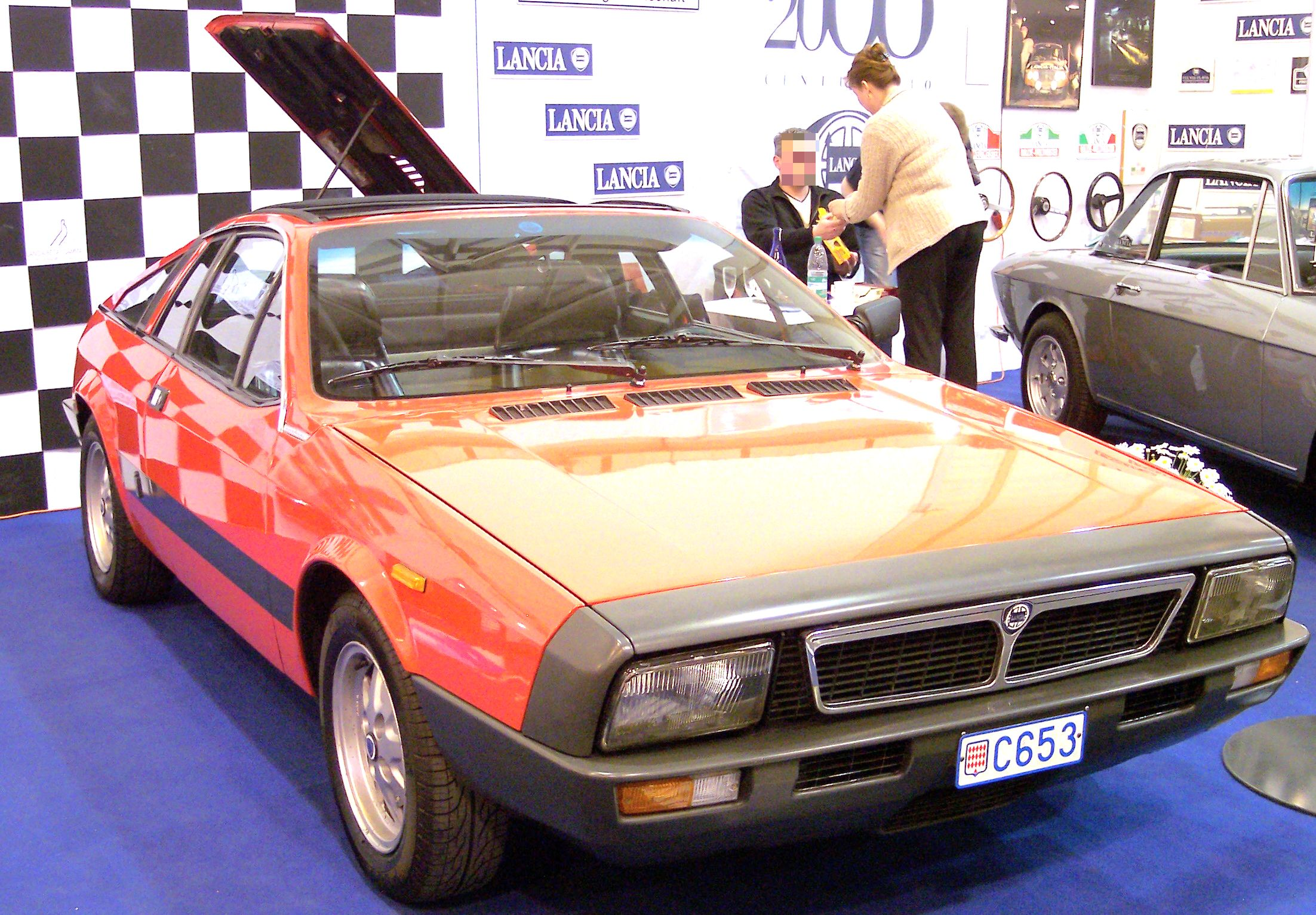
Lancia Montecarlo.

La Lancia Beta Montecarlo est une version de la Lancia Beta, à moteur central.

## Production
En 1984, la fabrication des Lancia Beta et Trevi, qui subsistaient en 1600, 2000 et VX est définitivement arrêtée, après une production totale de 436.613 exemplaires dont :
- Beta berline : 194 916 unités berline 5 portes,
- Beta Trevi : 40 628 unités berline 4 portes,
- Beta Coupé : 113 623 unités dont 1 272 Volumex
- Seat Beta Coupé : 1.398 exemplaires du Coupé,
- Beta HPE : 71 257 unités dont 2 369 Volumex,
- Seat Beta HPE : 1.349 de la Beta HPE
- Beta Monte-Carlo : 7 595 unités,
- Beta Spider : 8 594 unités.

### Production à l'étranger
Traditionnellement limitée à l'usine italienne Lancia, la production des modèles Coupé et HPE a été également assurée en Espagne, Afrique du Sud et Thaïlande.

#### Espagne
À cette époque, l'Espagne était un pays soumis à la dictature du Général Franco et SEAT était un constructeur automobile dans un pays fermé à l’importation de modèles étrangers. Pour concurrencer SEAT, il fallait disposer d’une usine en Espagne, ce qui limitait fortement la concurrence et permettait à FIAT-SEAT de se tailler la part du lion sur le marché espagnol.
Pour satisfaire sa clientèle fortunée, SEAT offrait des modèles toujours d'origine Fiat plus luxueux ou sportifs comme la Seat 124 Sport au début des années 1970 mais l’arrêt de la production en 1975 oblige la direction de SEAT à se poser la question d’une remplaçante. L'année 1975 est aussi une année charnière pour l’Espagne. La mort de Franco permet le retour de la monarchie constitutionnelle et démocratique, le début d’une libéralisation qui explique la courte vie de la Seat-Lancia Beta. Les liens avec Fiat sont très forts, Fiat dispose de 37,5 % du capital. Seat va vouloir récupérer la Lancia Beta dont la version Coupé est sortie en 1973 et la version HPE, un break de chasse à l’italienne, en 1974. La direction de Seat mettra plusieurs années avant de signer avec Fiat un accord de licence pour la fabrication en CKD de ces deux modèles dans l'usine de Pampelune qui ne commencera qu’en 1979.
Toutes les pièces venaient d’Italie sauf le moteur qui était l'ancien moteur 4 cylindres d’origine Fiat "Lampredi", de 1.919 cm3 développant 111 ch, utilisé précédemment sur les Seat 132. Avec ce moteur "espagnol", Seat réduisait le montant des royalties à régler à Fiat et limitait la taxe sur les produits importés de 35 à 22 %.
En 1980, peu de temps après le lancement des Seat-Lancia Beta, le marché automobile espagnol est libéralisé, autorisant alors la libre importation de véhicules étrangers. Les Seat-Lancia devenaient tout à coup moins séduisantes et attrayantes financièrement. De plus, les liens avec Fiat devenaient compliqués, l’État espagnol voulant vendre Seat au prix fort et exigeait que Fiat apure toutes les dettes de Seat, une sombre histoire qui conduira au désengagement total de Fiat en 1981.
La production s’arrêta en 1981, après seulement 1.398 exemplaires du Coupé, et 1.349 de la Beta HPE, soit 2.747 exemplaires au total. Ces modèles sont très difficiles à trouver car ils sont badgés Lancia (et non Seat) et ne se distinguent que par leur moteur spécifique.

#### Afrique du Sud
La Lancia Beta Coupé fut aussi assemblée en CKD en Afrique du Sud à raison de 246 exemplaires entre 1975 et 1978.

#### Thaïlande
120 exemplaires de la Lancia Beta Coupé ont été également assemblés en CKD en Thaïlande en 1979.

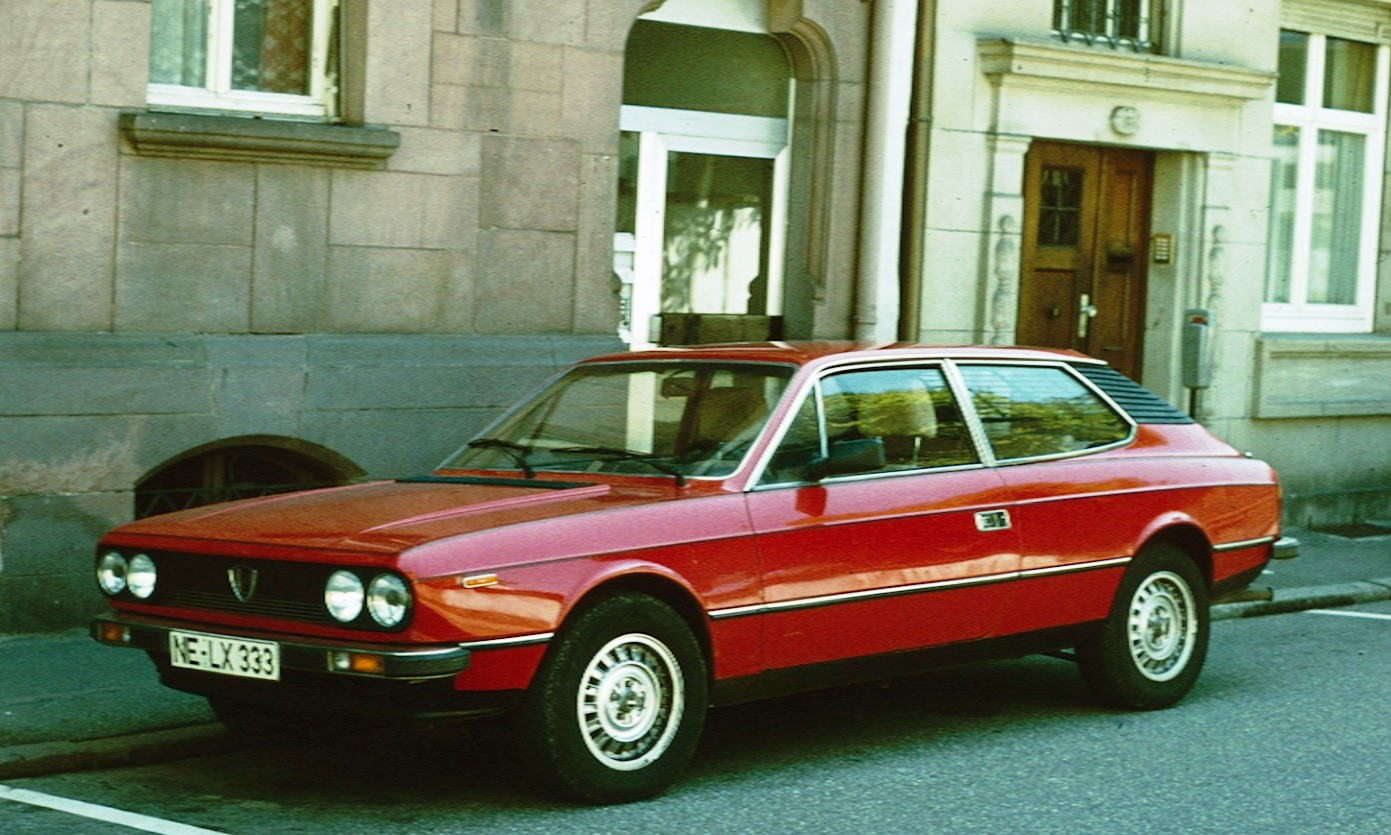
Lancia Beta HPE.
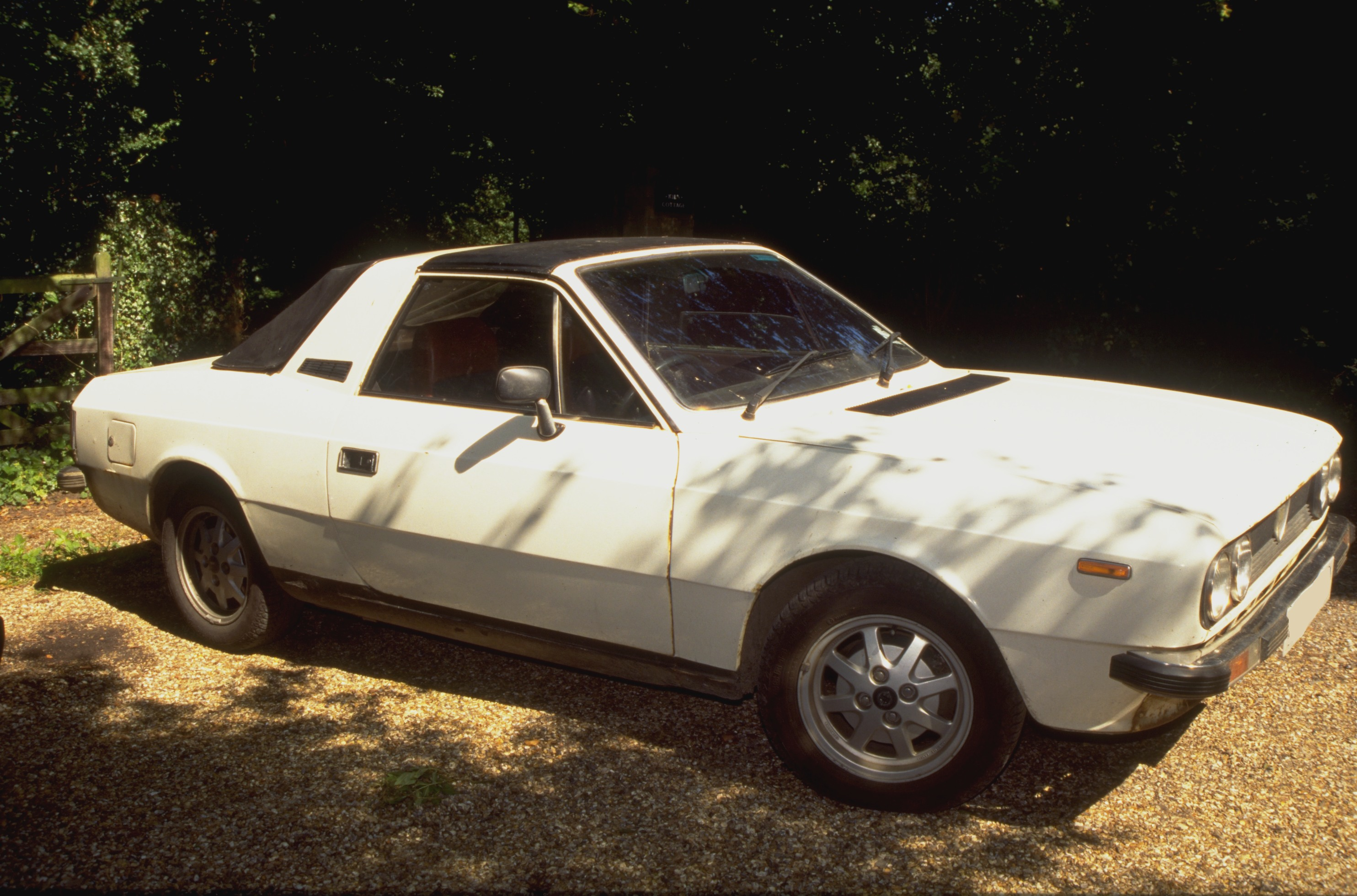
Lancia Beta Spider.
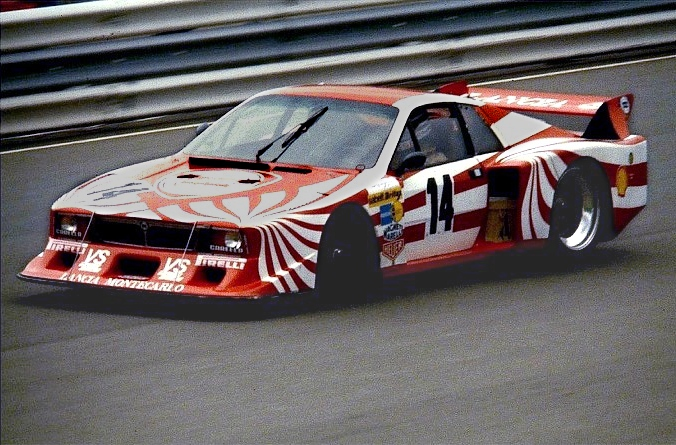
Lancia Beta MonteCarlo aux 1000km du Nurburgring 1980.
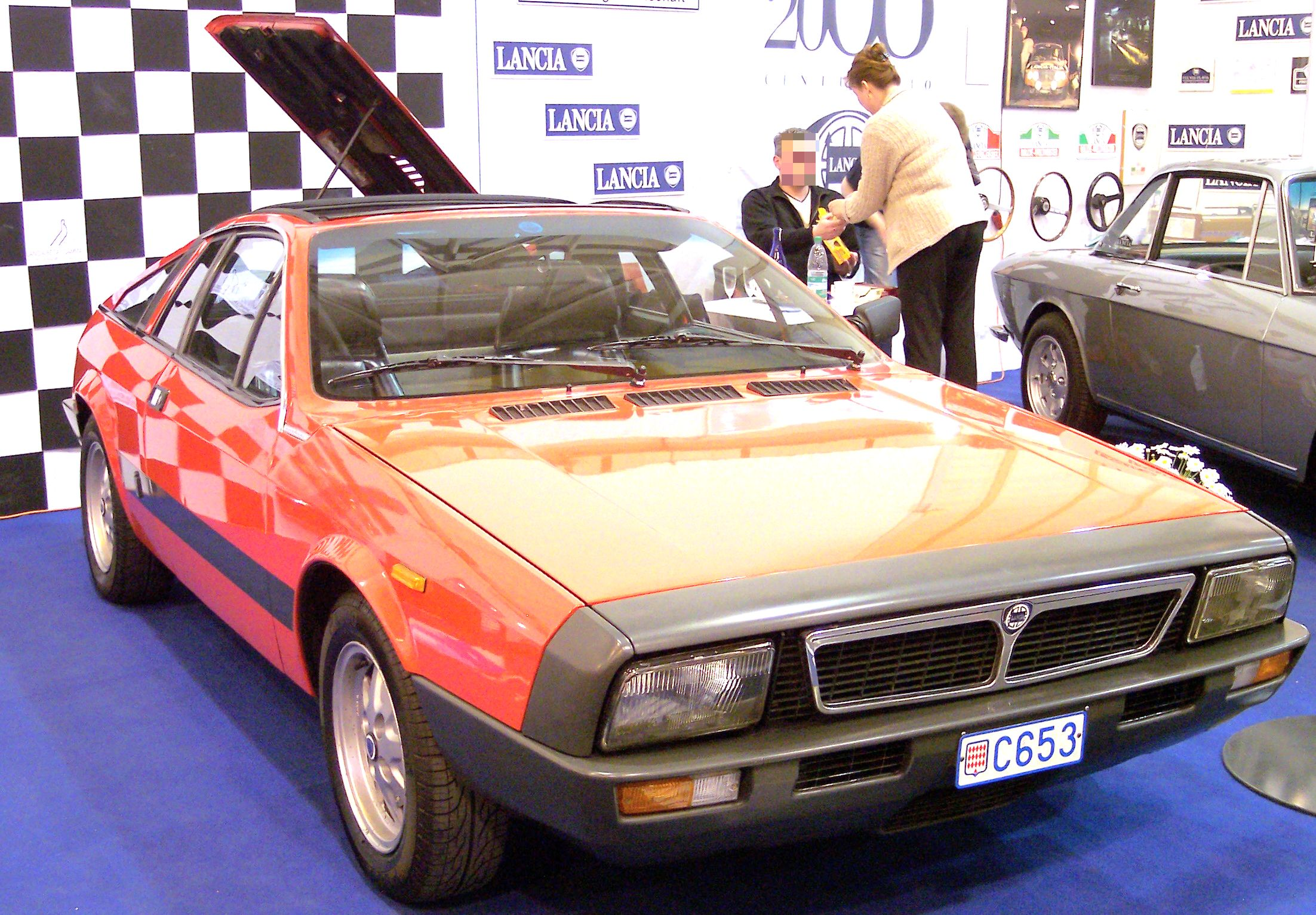
Lancia Montecarlo tourisme.